# Станіслав Шопов
Станіслав Тіхоміров Шопов (болг. Станислав Тихомиров Шопов, нар. 23 лютого 2002, Пловдив, Болгарія) — болгарський футболіст, півзахисник клубу ЦСКА (Софія) та національної збірної Болгарії.

## Ігрова кар'єра

### Клубна
Станіслав Шопов народився у місті Пловдив і є вихованцем місцевого клубу «Ботев». 10 травня 2018 року футболіст підписав з клубом свій перший професійний контракт. А вже 15 травня провів першу гру на дорослому рівні, коли вийшов на заміну в матчі чемпіонаті Болгарії.
У жовтні 2020 року Шопов перейшов до нідерландського клубу «Геренвен», з яким підписав контракт на два роки. 21 серпня 2021 року півзахисник провів першу гру чемпіонаті Нідерландів, яка і залишилася єдиною за весь час.
Влітку 2022 року Шопов повернувся до Болгарії, де приєднався до столичного ЦСКА.

### Збірна
Станіслав Шопов виступав за юнацькі та молодіжну збірну Болгарії.
27 березня 2023 року в матчі відбору до Євро-2024 проти команди Угорщини Станіслав Шопов дебютував у складі національної збірної Болгарії.